# Ahmad Treaudo
Ahmad Rashad Treaudo (15 de abril de 1982 en Nueva Orleans, Luisiana) es un jugador profesional de fútbol americano juega la posición de cornerback actualmente es agente libre. Firmó como agente libre para New York Giants en 2005. Jugo como colegial en Southern.
También participó con San Francisco 49ers, Atlanta Falcons, Minnesota Vikings en la National Football League, New Orleans VooDoo en la Arena Football League, Edmonton Eskimos en la Canadian Football League, California Redwoods y Sacramento Mountain Lions en la United Football League.

## Estadísticas UFL
| Temporada | Año | Tkl | Ast | Tot  | Sck | Yds | FF |
| --------- | --- | --- | --- | ---- | --- | --- | -- |
| 2009      | CAR | 12  | 2   | 13.0 | 0.0 | 0   | 1  |